# Joannes Agnus
Joannes Agnus of Jan het Lam is een 6e-/7e-eeuwse christelijke heilige en volgens de traditie de 16e bisschop van Maastricht (623-629). Mogelijk is hij dezelfde als de omstreeks 726 in Maastricht en omgeving actieve bisschop Wiligisis. Zijn naamdag is op 25 juli.

## Levensbeschrijving en legende
De eerste levensbeschrijving van Joannes Agnus is van Heriger van Lobbes (ca. 940-1007), in diens Gesta episcoporum Tungrensium, Trajecensium et Leodiensium, en werd dus pas enkele eeuwen na dato opgetekend.
Joannes Agnus was volgens de hagiografie van Heriger van Lobbes een arme landbouwer in Tihange bij Hoei. Hij leefde als landbouwer een vroom leven met zijn vrouw en zijn kroostrijke gezin. Om die reden stuurde God de pelgrim Peleon op zijn pad om hem te berichten dat hij, ondanks het feit dat hij leek, gehuwd en analfabeet was, de nieuwe bisschop van het Bisdom Maastricht zou worden, de opvolger van Evergislus. Joannes reageerde met ongeloof op de boodschap van de pelgrim. Hij plantte zijn wandelstok in de aarde en antwoordde de pelgrim dat zijn voorspelling even onwaarschijnlijk was dan dat zijn oude stok zou bloeien en vrucht zou dragen. Prompt verschenen er bladeren, bloesem en vruchten aan de stok. Dit wonder doet sterk denken aan de bloeiende staf van Aäron in het Oude Testament (Numeri 18:1, 8, 20), zoals wel vaker het geval is in heiligenlevens.
Joannes werd vervolgens door koning Dagobert (Dagobert I?) naar Maastricht ontboden en na nog enige aarzelingen accepteerde hij zijn nieuw taak. Na een vruchtbaar episcopaat van zes jaar, overleed hij op hoge leeftijd te Maastricht (afhankelijk van de bron, in het jaar 596, 611, 625/626, 631 of 639/640). Volgens zijn wens zou hij zijn begraven in de kapel van Cosmas en Damianus te Hoei, die hij zelf een jaar eerder had gesticht in het kasteel van Hoei. Hij werd opgevolgd door Amandus.
Volgens een latere overlevering stichtte hij te Maastricht het klooster van de Witte Vrouwen en te Bilzen de Sint-Mauritiuskerk.
In 1230 werd zijn gebeente door bisschop Johan van Rummen van Luik verheven, wat in de middeleeuwen gelijkstond aan een heiligverklaring.

## Historiografie
De Belgische historicus Jean-Louis Kupper is van mening dat het episcopaat van Joannes Agnus elke historische grondslag mist. Alain Dierkens gaat niet zover, maar tekent wel aan dat de vermelding van Joannes Agnes door Heriger van Lobbes past binnen de strategie van de Luikse bisschoppen om de stad Hoei en omgeving aan het einde van de 10e eeuw onder hun invloed te brengen. Ook de cultus rond Domitianus van Hoei zou in die context gezien moeten worden.